# Luigi Marangoni (ingegnere)
Luigi Marangoni (Venezia, 1º marzo 1872 – Vallada Agordina, 25 agosto 1950) è stato un ingegnere italiano.

## Biografia
Attivo a Venezia, dove diresse i lavori per l'acquedotto e per i restauri alla basilica di S. Marco, lavorò anche a Roma, alla scala di palazzo Venezia, e all'estero, alle chiese di S. Sofia a Costantinopoli e a quella del Santo Sepolcro a Gerusalemme. Nel 1939 fu ammesso all'Accademia d'Italia, per la quale svolse nel 1941 il ruolo di Commissario ai lavori di conservazione e restauro del centro antico di Spalato.